# Synasellus insignis
Synasellus insignis är en kräftdjursart som beskrevs av Odette Afonso 1984. Synasellus insignis ingår i släktet Synasellus och familjen sötvattensgråsuggor. Inga underarter finns listade i Catalogue of Life.